# 6-O-Méthylguanine
La 6-O-méthylguanine est une base nucléique dérivée de la guanine dans laquelle un groupe méthyle est lié à l'atome d'oxygène. Contrairement à la guanine, elle s'apparie spontanément à la thymine plutôt qu'à la cytosine, ce qui modifie l'information génétique par conversion d'une paire de bases G–C en paire A–T au cours des réplications successives.
On la retrouve dans deux nucléosides : la 6-O-méthylguanosine, un ribonucléoside, et la nélarabine, un arabinonucléoside (nucléoside dont l'ose est l'arabinose au lieu du ribose).